# Christina Lampe Önnerud

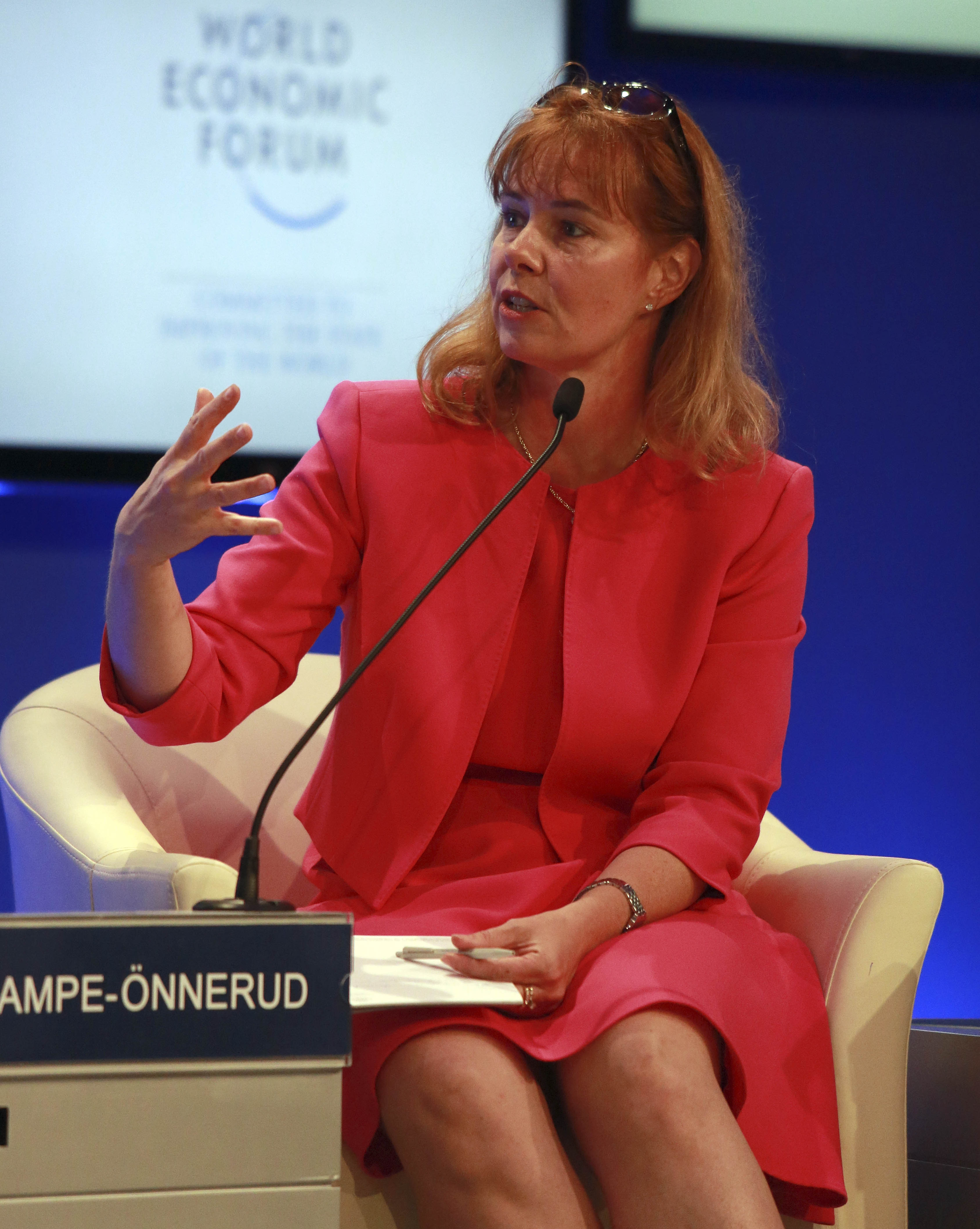
Christina Lampe Önnerud

Maria Christina Lampe Önnerud, född Lampe 4 februari 1967 i  Ludvika, är en svensk kemist, batteriuppfinnare och entreprenör.
Christina Lampe Önnerud, som är filosofie doktor i oorganisk kemi, grundade 2005 batteriföretaget Boston Power, hon var grundare och ägare av företaget fram till 2012. Sedermera har hon och maken Per grundat företaget Cloteam som numer heter Cadenza Innovation.
Hon är ledamot av Kungliga ingenjörsvetenskapsakademien sedan 2010. Hon utsågs till "Årets svenska kvinna 2011" av Swedish Women's Educational Association bland annat för att ha uppfunnit världens första Svanenmärkta litiumjonbatteri.
Hon är dotter till Wolfgang Lampe, som var innovatör på ABB och ledamot av Kungliga ingenjörsvetenskapsakademien. 
Christina Lampe Önnerud var sommarpratare 25 juni 2012.

## Utbildning och karriär
Christina Lampe Önnerud studerade på Uppsala Universitet, är filosofie doktor i oorganisk kemi och doktorerade på litiumjonbatterier. 1992 åkte Lampe Önnerud på en konferens till Boston för att presentera resultaten från sina forskarstudier på litium-jonbatterier. Hon fattade  tycke för staden och fick sedan en forskartjänst på MIT, Massachusetts Institute of Technology, i Boston.
Under början av 2000-talet arbetade Christina Lampe Önnerud som konsult för Arthur D. Little där hon arbetade med säkerhetsutredningar för batterier. Tillsammans med sin grupp hade hon undersökt 100 fall av batteriexplosioner i bland annat bärbara datorer och lyckats identifiera problemet. Trots att Lampe Önnerud satt inne på kunskapen och kunde peka ut problemen med dessa batterier var batteriföretagen inte särskilt oroade över denna säkerhetsfråga. Detta ledde fram till att hon 2005 startade företaget Boston Power i syfte att ta fram säkrare batterier, detta genom att optimera katodens kristallstruktur . Företaget började att tillverka batterier för mobila applikationer för att sedan utveckla dessa vidare till att användas i elbilar och Christina Lampe Önnerud har totalt 150 patent på sin batteriteknik. 2012 sålde Lampe Önnerud Boston Power till ett företag i Kina och startade företaget Cadenza Innovation som tillverkar batterier för användning i elbilar samt för lagring av energi.

## Utmärkelser
- H. M. Konungens medalj i guld av 12:e storleken (Kon:sGM12, 2022) för framstående insatser inom svenskt näringsliv[11]